# Schneefallgrenze

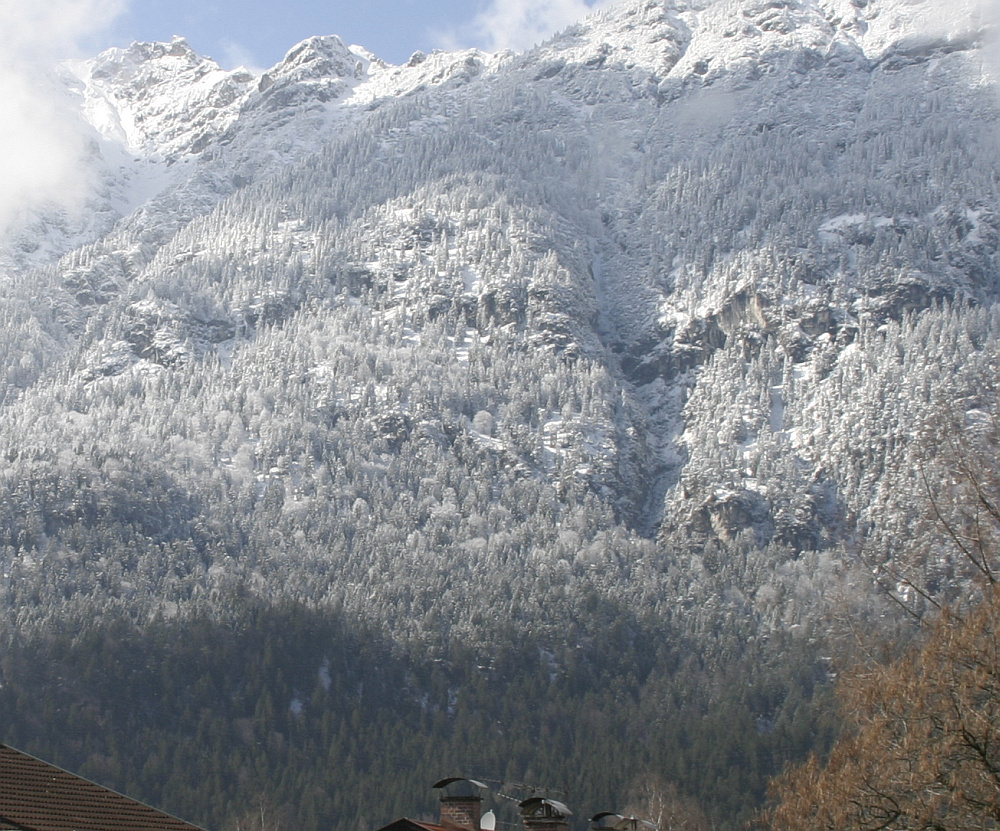
Die aktuelle Schneegrenze ist im unteren Drittel des Fotos zu sehen. Diese ist identisch mit der Schneefallgrenze des letzten Schnee-Niederschlags, wenn es kürzlich schneite bzw. der Schnee bei Temperaturen unter 0 °C liegen bleibt und es in letzterem Fall nicht schon zuvor eine tiefer gelegene Schneefallgrenze gab.

Die Schneefallgrenze ist die Höhe über dem Meeresspiegel, oberhalb welcher der Niederschlag zu über 50 % in Form von Schnee fällt. Unterhalb der Schneefallgrenze regnet es. In Abgrenzung dazu bezieht sich die Schneegrenze im Gebirge auf die Schneedecke und die Frostgrenze auf die Höhenlage, auf der die 0° C-Grenze am Boden unterschritten wird.

## Schneefallgrenze und Wetter
Als Faustregel wird oft angegeben, dass Schnee bis ungefähr dreihundert Meter unter die Nullgradgrenze (bzw. bis zur 2-Grad-Grenze) fällt. Dies ist jedoch in vielen Fällen ungenau, da der Taupunkt nicht berücksichtigt wird. In bergigem Gelände treten wesentlich größere Schwankungen auf, Gründe sind Kaltluftseen, thermische Auf-, Ab- und Fallwinde sowie anderes.
Die Schneefallgrenze wird auf meteorologischen Karten veröffentlicht. Diese geben neben der Höhe der Schneefallgrenze auch die zu erwartende Niederschlagsmenge in l/m2 bzw. mm an.

## Schneefallgrenze und Klima
Während die tropischen Zonen der Erde – außer auf Bergen über 5000 m – ständig schneefrei sind, schneit es in mediterranen Gebieten gelegentlich und in mittleren Breiten regelmäßig an zumindest einigen Wintertagen, den Schneetagen. In der Arktis und Antarktis liegt die Schneefallgrenze fast das ganze Jahr in niedrigen Meereshöhen.